# Осота (зупинний пункт)
Осота — платформа Південно-Західної залізниці (Україна), розташована на дільниці Терещенська — Семенівка між станцією Терещенська і зупинним пунктом Бригадний. Відкрита 1974 року.